# 최민지
최민지는 대한민국의 프리랜서 방송인이다.

## 경력
- SBS 주식시황 아나운서 (2015~현재)
- 한국경제TV 아나운서 (2016~2017)
- 한국선거방송 MC (2021)
- YTN사이언스 MC (2022)
- 매일경제TV 아나운서 (2023~현재)

## 방송
- SBS 《SBS 10 뉴스》
- SBS 《SBS 12 뉴스》
- SBS 《SBS 오 뉴스》
- 한국경제TV 《출발증시830》
- 한국경제TV 《증시라인11》
- 한국선거방송 《2021 재보궐선거 투개표방송》
- YTN사이언스 《성공경영 키워드 ESG코리아》
- 매일경제TV 《굿모닝 월가월부》